# Árvai György (képzőművész)
Árvai György (Budapest, 1959. június 23. –) Jászai Mari-díjas magyar díszlet- és jelmeztervező, Parabryo néven zeneszerző, „színházi időkutató”.

## Életpályája
1988-ban diplomázott a budapesti Képzőművészeti Főiskola díszlet- és jelmeztervező szakán. 1985-ben tervezett először a Veszprémi Petőfi Színházban. 1987-től filmek, színházi előadások látványait, zenéit készíti. 1984-ben Bozsik Yvette-tel megalapította a Természetes Vészek Kollektíva nevű alternatív színházi csoportot, amelyben 1992-ig dolgozott. Rendszeresen dolgozik vidéki és fővárosi színházakban, valamint csoportos és önálló képzőművészeti kiállításokon vesz részt.

## Kiállításai

### Egyéni kiállítások
- 1982 • Bercsényi Kollégium, Budapest
- 1993 • "Matt" Műterem-kiállítás, Budapest
- 1994 • Bercsényi Kollégium, Budapest
- 2008 • "Az időn kívül" ACCU, Budapest
- 2009 • "Az időn kívül" Pécsi Nemzeti Színház
- 2021 • "ÁRNYÉK-IDŐ" TÉR-KÉP Galéria, Budapest
- 2022 • "ÁRNYÉK-VILÁG" Klebelsberg Kultúrkúria, Budapest

### Csoportos kiállítások
- 1991 • Sub Voce, Műcsarnok, Budapest • Fény-Volt, Barcsay Terem, Budapest • Oszcilláció, Műcsarnok, Budapest
- 1994 • Hang/Voice, Barcsay Terem, Budapest
- 1995 • Szag/Smell, Barcsay Terem, Budapest
- 1996 • Bélszín [Kiss Péterrel], Vízivárosi Galéria, Budapest • Csel, Barcsay Terem, Budapest
- 1998 • Látvány. Magyar művészet a színház és a film között, Műcsarnok, Budapest

## Díjai és kitüntetései
- Jászai Mari-díj (2011)[5]